# روبين ستيوارت
روبين ستيوارت (بالإنجليزية: Robyn Stewart)‏ هي دراجة أيرلندية، ولدت في 10 أبريل 1990.